# Antonio Calvo Roy
Antonio Calvo Roy (Madrid, junio de 1960) es un periodista y escritor español especializado en temas científicos.

## Biografía
Nació en Madrid, en junio de 1960, hijo de Manuel Calvo Hernando, pionero de la divulgación científica en español.
Entre 1982 y 1992 colaboró en diferentes medios escribiendo sobre política científica, ciencia y salud y ocasionalmente de temas culturales. Desde 1992 hasta 1999 trabajó en los gabinetes de prensa del Ministerio de Agricultura, de la Secretaría General de la Energía y del Consejo de Seguridad Nuclear.  Entre septiembre del 2004 y abril del 2012 fue director de Comunicación de Red Eléctrica de España. En 2015 se hizo cargo de las relaciones institucionales de la Universidad Nebrija, donde permaneció hasta 2018 en que volvió a Red Eléctrica.
En el año 2000 creó junto a Ignacio Fernández Bayo la empresa de comunicación científica y ambiental Divulga, desde la que elaborar textos de divulgación científica para distintos medios, catálogos de exposiciones, guiones para televisión y cursos y talleres sobre periodismo científico en el ámbito universitario.
En 2009 fue elegido presidente de la Asociación Española de Comunicación Científica, cargo que ocupó hasta octubre de 2019.
Está casado con la investigadora del CSIC María Jesús Santesmases y es padre de tres hijos: Atocha, Manuel y Carmen.

## Obra
Además de los numerosos artículos escritos en distintas publicaciones periódicas, principalmente en El País, Calvo Roy es autor de monografías sobre personajes relevantes españoles en el ámbito de la ciencia: Ramón y Cajal, Lucas Mallada, Odón de Buen y la británica Rosalind Franklin. Dignos son de señalar también sus libros sobre la Antártida.
- 1992. La Antártida, catedral del hielo; prólogo de Eduardo Martínez de Pisón, Editorial McGraw-Hill
- 1999. Cajal, triunfar a toda costa, Alianza Editorial
- 2001. Lucas Mallada, rocas y razones; biografía de un geólogo regeneracionista, 1841-1921 Caja de Ahorros de Madrid
- 2001. Enchúfate a la energía, en colaboración con Ignacio Fernández Bayo, Editorial SM
- 2002. Misión verde: ¡salva tu planeta! en colaboración con Ignacio Fernández Bayo, Editorial SM
- 2002, CSN. Una historia de 20 años. 1980-2000, en colaboración con Ignacio Fernández Bayo, Consejo de Seguridad Nuclear
- 2005. Lucas Mallada (1841-1921): un geólogo preocupado por España, Diputación General de Aragón
- 2005. La generación de la ley de la ciencia, En colaboración con Ignacio Fernández Bayo y Luis Guijarro, Ediciones CSIC
- 2013. Odón de Buen, toda una vida, Ediciones 94
- 2014. Ciencia y política entre dos repúblicas: Odón de Buen, editado por El Colegio de México
- 2018. Cartas a un labrador (1887-1894) Edición, introducción y notas. Editado por la Institución Fernando el Católico
- 2019. Rosalind Franklin, en colaboración con María Jesús Santesmases, Prisa ediciones